# The Only Living Boy in New York
〈The Only Living Boy in New York〉은 폴 사이먼이 작곡하고 사이먼 & 가펑클이 공연한 곡이다. 이 곡은 듀오의 다섯 번째이자 마지막 스튜디오 음반인 《Bridge over Troubled Water》의 여덟 번째 곡이다. 이 노래는 또한 이 듀오의 〈Cecilia〉 싱글의 B 사이드로도 발표되었다.